# لورنزو ابسیلیو
لورنزو ابسیلیو (هلندی: Lorenzo Ebecilio؛ زادهٔ ۲۴ سپتامبر ۱۹۹۱) بازیکن فوتبال اهل هلند است.

## باشگاهی
از باشگاه‌هایی که در آن بازی کرده‌است می‌توان به آژاکس آمستردام، متالورگ دونتسک، باشگاه فوتبال قبله، آنژی مخاچ‌قلعه، و متالورگ دونتسک اشاره کرد.

## تیم ملی
وی همچنین در تیم ملی فوتبال زیر ۱۷ سال هلند تیم ملی فوتبال زیر ۱۹ سال هلند تیم ملی فوتبال زیر ۲۱ سال هلند بازی کرده‌است.